# Грибів (Словаччина)
Грибів (словац. Gribov) — село в Словаччині, Стропковському окрузі Пряшівського краю. Розташоване в північно-східній частині Словаччини.
Уперше згадується у 1414 році.
У селі є греко-католицька церква Покрови Пресвятої Богородиці з 1773 року, первісно дерев'яна, в 1923 році перебудована на муровану.

## Населення
| Рік:            | 1993 | 2003    | 2013    | 2023   |
| --------------- | ---- | ------- | ------- | ------ |
| Кількість осіб: | 197  | 189     | 200     | 183    |
| Різниця:        |      | -4,06 % | +5,82 % | -8,5 % |

| Рік:            | 2022 | 2023    |
| --------------- | ---- | ------- |
| Кількість осіб: | 187  | 183     |
| Різниця:        |      | -2,13 % |

В селі проживає 205 осіб.
Національний склад населення (за даними останнього перепису населення — 2001 року):
- словаки — 87,43 %
- русини — 10,93 %
- українці — 1,09 %
- чехи — 0,55 %

Склад населення за приналежністю до релігії станом на 2001 рік:
- греко-католики — 80,33 %,
- православні — 12,02 %,
- римо-католики — 6,56 %,
- не вважають себе віруючими або не належать до жодної вищезгаданої церкви: 1,09 %